# فرودگاه ایگل
فرودگاه ایگل (به انگلیسی: Eagle Airport) یک فرودگاه همگانی بهره‌برداری هوایی با کد یاتا EAA است که یک باند فرود شن دارد و طول باند آن ۱۰۹۷ متر است. این فرودگاه در شهر ایگل، آلاسکا کشور ایالات متحده آمریکا قرار دارد و در ارتفاع ۲۷۷ متری از سطح دریا واقع شده است.